# Aedesia
Aedesia – rodzaj roślin z rodziny astrowatych (Asteraceae). Obejmuje trzy gatunki występujące w tropikalnej Afryce. 

## Systematyka
Pozycja według APweb (aktualizowany system APG IV z 2016)
Rodzaj z rodziny astrowatych (Asteraceae). W obrębie rodziny reprezentuje plemię Vernonieae z podrodziny Vernonioideae.
Wykaz gatunków
- Aedesia engleriana Mattf.
- Aedesia glabra (Klatt) O.Hoffm.
- Aedesia spectabilis Mattf.